# Gunder Hägg

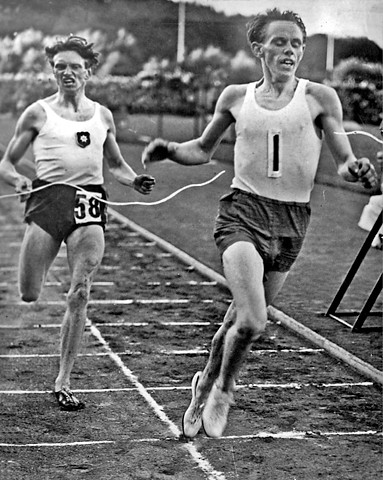
Gunder Hägg, número 1, establece nuevo récord en la milla, el 1 de julio de 1942.

Gunder Hägg (31 de diciembre de 1918 - 27 de noviembre de 2004) fue un atleta sueco. Batió 15 récords mundiales, en una milla, 1500, 3000 y 5000 metros planos. Acabó su carrera en 1946 a causa de ser multado tras haber percibido dinero por prestar servicios entre 1944 y 1946 al club Malmoe Club.